# 190026 Іскоростень
190026 Іскоростень (190026 Iskorosten) — астероїд головного поясу, відкритий 16 серпня 2004 року.